# Saab GlobalEye
Saab GlobalEye är ett luftburet varnings- och kontrollsystem tillverkat av den svenska försvarskoncernen Saab AB. Huvudradarn är av typen Erieye Extended Range från Saab Surveillance. Som bärare av alla sensorer används ett tvåmotorigt Bombardier Global 6000 affärsjet.
Försvarets materielverk har beställt tre exemplar av GlobalEye för att ersätta det nuvarande radarspaningsplanet S 100 Argus, med leverans under 2027. Svenska flygvapnets beteckning blir S 106.

## Utveckling
I februari 2016 presenterade Saab sin nya plattform GlobalEye, där man monterat sin Erieye ER luftburna tidiga varningsradar (AEW) ovanpå flygplanskroppen på det kanadensiska Bombardier Global 6000, ett affärsjetplan med lång räckvidd. Utöver den 10 meter långa radarn är GlobalEye utrustad med ytterligare olika sensorer. Dessa inkluderar Seaspray 7500E havsövervakningsradar från italienska Leonardo S.p.A, elektrooptisk/infraröd sensor under den främre delen av flygkroppen samt ESM/ELINT-system. Övrig uppdragsutrustning omfattar datalänkar, röst- och satellitkommunikation samt fem operatörsstationer ombord. För självförsvar är planet försett med laser- och radarvarnare samt motmedelsdispensrar.

## Användare

### Nuvarande användare
Förenade arabemiraten (5 i tjänst)
Förenade Arabemiraten beställde tre flygplan i november 2015. Det första levererade planet togs i bruk 2020. Därutöver beställdes ytterligare två flygplan i december 2022. I september 2024 meddelade Saab att det femte och sista GlobalEye hade levererats till Förenade arabemiraten. 

### Framtida användare
Frankrike (2 planerade, 2 optioner)
18 juni 2025 under Paris Air Show undertecknade Saab och franska Direction générale de l'armement (DGA) en avsiktsförklaring om försäljningen av två GlobalEye-flygplan med optioner för ytterligare två flygplan. Kontraktet för två GlobalEye väntas färdigställas under de kommande månaderna.
 Sverige (3 beställda, 1 option)
Försvarets materielverk (FMV) beställde den 30 juni 2022 två stycken GlobalEye-flygplan till det svenska flygvapnet med planerad leverans 2027. Kontraktet inkluderar även optioner för upp till två ytterligare flygplan.
Den 27 juni 2024 beställde FMV ytterligare ett GlobalEye-flygplan som ersättning för de S 100D som överförs till Ukraina. Leveransen av de två redan beställda flygplanen kommer dessutom att tidigareläggas. 

### Potentiella användare
Grekland
I juni 2022 presenterade Saab GlobalEye för det grekiska flygvapnet.

### Misslyckade anbud
Finland
Saab erbjöd två GlobalEye-flygplan utöver 64 st  Gripen E/F som en del av sitt anbud till det finska HX-stridsflygplansprogrammet. Finland valde senare att gå vidare med Saabs amerikanska konkurrent Lockheed Martins anbud.
 Nato
I februari 2023 meddelade Saab att de svarat på en begäran om information från Nato Support and Procurement Agency angående ersättningen av deras nuvarande flotta av Boeing E-3 Sentry. I november 2023 valde dock NATO E-7 Wedgetail från Boeing som ersättare.